# Canthidium opacum
Canthidium opacum là một loài bọ cánh cứng trong họ Bọ hung (Scarabaeidae).